# أندي بيرس
أندي بيرس (بالإنجليزية: Andy Pearce)‏ (20 أبريل 1966 في المملكة المتحدة - ) هو لاعب كرة قدم بريطاني في مركز الدفاع. لعب مع شيفيلد وينزداي وكوفنتري سيتي وHalesowen Town F.C. ‏ ونادي ويمبلدون ونادي ألدرشوت تاون.

## وصلات خارجية
- أندي بيرس على موقع قاعدة بيانات كرة القدم.إي يو (الإنجليزية)
- أندي بيرس على موقع Soccerbase.com (لاعب) (الإنجليزية)
- أندي بيرس على موقع عالم كرة القدم.نت (الإنجليزية)